# Герб Таллінна
Ге́рб Та́ллінна (ест. Tallinna vapp) — офіційний символ міста Таллінн, столиці Естонії.

## Історія
Перше зображення герба Таллінна зустрічається на печатці 1277 року. На ній зображені три сині короновані леопарди з головами анфас на трикутному золотому щиті.
З утворенням на початку XVIII століття Естляндської губернії у складі Російської імперії герб міста не змінився. 4 жовтня 1788 року його було затверджено в колишньому вигляді, але у французькому щиті.
У 1868 році був розроблений проект герба Ревеля авторства Б. В. Кене. Історичний герб увінчувався золотою стінною короною; за щитом мали розміщуватись два золотих перехрещених якорі, перевиті Олександрівською стрічкою. Офіційно проект затверджено не було.
Після входження Естонії до складу СРСР замість герба використовувалась нова емблема міста. На червоно-синьому іспанському щиті, перетятому на дві половини двома стилізованими хвилями, знаходився золотий ключ, розміщений боріздкою вліво і вушком вниз. На боріздці було зображено п'ятипроменеву зірку.

## Сучасні герби

### Великий герб

#### Опис
| У золотому полі три синіх леопарди у стовп, увінчані золотими коронами. |
Мантія щита складається з жовто-синіх декоративних елементів. Щит увінчаний срібним шоломом із закритим козирком та червоною підкладкою. На шиї шолома висить золотий ланцюжок з червоним каменем. Шолом увінчаний золотою короною з червоною інкрустацією. В нашоломнику розміщене символічне зображення данської королеви Маргарити I у червоній сукні, золотій короні та зі схрещеними на грудях руками.

#### Пояснення символіки
Три синіх льви у русі на золотому щиті використовувались ще з XIII століття в гербі короля Вальдемара II Данського, правителя Данської Естонії. Крім того, леопарди завжди символізували фортецю, а Таллінн виник саме як місто-фортеця Тоомпеа. Таким чином, геральдичний леопард вважається одним з найстаріших символів Естонії.
Великий герб Таллінна практично повністю ідентичний сучасному гербу Данії.

### Малий герб
| У червоному полі срібний хрест. |
Малий герб Таллінна майже повністю повторює герб повіту Гар'юмаа. На ньому зображений Даннеброґ — традиційний данський хрест.